# Грийн Рок Фест Русе
„Грийн Рок Фест Русе“ е ежегоден рок фестивал, провеждан в град Русе, България, от 2009 година. Той се организира от специално създадена за тази цел неправителствена организация с финансова помощ от община Русе.

## История
В читалище „Захари Стоянов“ – град Русе преподавателят по китара Пламен Бояджиев създава групата Gunpowder, които, заедно със секретаря на читалището Стефка Ангелова, решават да проведат среща – концерт на младежки рок групи от различни градове. Проектът им е одобрен от отдел „Култура“ на Община Русе. Тогава Мария Атанасова – сестра на Пламен Бояджиев, решава това да бъде фестивал, дава му име и се заема с организацията му.
През първото издание участниците са само младежки групи.
От следващото издание нататък форматът е участие на 5 младежки рок групи и популярна група като хедлайнър, която се нарича специален гост.
През годините фестивалът е бил подкрепян от Община Русе и много спонсори. През 2012 година той е част от проекта „Аз – градът“.
През 2012 година се създава сдружение „Грийн рок фест“, което организира фестивала от 2014 година нататък. Освен членовете на сдружението, голяма помощ в организирането на фестивала оказва Елка Михайлова.
През 2013 година Мария Атанасова, придружавана от съученика и Дилян Млъзев (колега и приятел на кметъла Цонко Цонев и човек, помогнал много на Green Rock Fest), посещава Джулай морнинг в Камен бряг. Там Цонко Цонев я запознава с Джон Лоутън и Мария го кани като гост на фестивала през тази година. Джон Лоутън приема да дойде с групата NightHeat. Концертът на централния площад в Русе привлича невиждан дотогава на рок концерт в града брой публика.
През 2014 година, когато Мария кани за специален гост Джо Лин Търнър, на площада се събира още повече публика. Фестивалът се подкрепя от Общинската фондация „Русе – град на свободния дух“.
От 2015 година сдружение „Грийн рок фест“, Община Русе и Общинска фондация „Русе – град на свободния дух“ работят в партньорство при организирането на Green Rock Fest, като основна роля в организацията на събитието от името на общинската фондация играе Елена Минкова.
През 2019 година, по идея на китариста на обичаната русенска рок група „Фаворит“ Владислав Маринов, Green Rock Fest се провежда в продължение на 3 последователни дни, като в него вземат участие всички русенски групи.
През 2020 година фестивалът е двудневен. Същата е идеята и за изданието му през 2021 година, но поради решение, взето след излизане на заповед на здравния министър, той бива отменен. Вместо него, сдружение „Грийн рок фест“ провежда еднодневен концерт в летния театър на Русе.

## Издания

### 2024
Втори ден
Специален гост: Джони Джоели и Еридан
Участници:
- BoiL – София
- Dilemma – Русе, победители в "Green Rock Fest в семейството"
- DnD  – Шумен, победители в "Green Rock Fest в семейството"

Първи ден
Специален гост: SEVI
Участници:
- Dobermann - Италия
- Strykers – Плевен, победители в "Green Rock Fest в семейството"
- DeatMag  – Пловдив, победители в "Green Rock Fest в семейството"

### 2023
Втори ден
Специален гост: Рони Ромеро и Еридан
Участници:
- Група П.И.Ф.
- Hammerdance – Русе, заедно с победителите от "Зелено рок предизвикателство"

Първи ден
Специален гост: Reaven
Участници:
- The Big Deal – Сърбия
- Popokatepetl  – Русе, заедно с победителите от "Зелено рок предизвикателство"

### 2022
Втори ден
Специален гост: Дуги Уайт и Кикимора
Участници:
- Distracted – Създадени с Green Rock Fest Incubator
- Unity – Създадени с Green Rock Fest Incubator
- Графит – Силистра

Първи ден
Специален гост: Фактор
Участници:
- Fizzy Grapes – Русе
- Slipstream – Русе
- Imbecile – София
- Абстракт – Тутракан

### 2021
Специален гост: Jelusick – Хърватия
Участници:
- Second To None – Варна
- Гравитация рок – Плевен
- Electric Roxy – София
- Slipstream – Русе

### 2020
Втори ден
Специален гост: Д2 и Дичо
Участници:
- Star Crystal – Украйна
- Forgot The Ten – Шумен
- Artificial Comet – Русе
- Roadwire – Враца
- Uninvited – Русе
- The Rock – Русе

Първи ден
Специален гост: Saint Electrics – България
Участници:
- L.S.D.D. – Варна
- Bendida – София
- Hammer Dance – Русе
- The Strangers – Пловдив
- MIG 21 – Русе

Място на провеждане: площад „Свобода“ – град Русе

### 2019
Специален гост: „Фондацията“ – 75 години Кирил Маричков
Участници трети ден:
- Попокатепетъл
- Hammer Dance
- Groovy Makers
- Old Guns

Участници втори ден:
- Фаворит
- Ugly Pearls
- Селект
- Голата истина
- Скролетикс
- Claymore
- Born For Vengeance
- Explicit
- Дилема
- Слонът на принцесата

Участници първи ден:
- Фобос
- Трол
- Силует,
- 4 Aces
- Хаос
- Пердах
- Artificial comet
- Казаков бенд
- Dismounted

Място на провеждане: площад „Свобода“ – град Русе

### 2018
Специален гост: Bonfire – Германия
Участници:
- John Jeff Touch – Band – Гърция
- Jinxy Von D'ers – Румъния
- Insane – Русе
- Everdream – Силистра

Място на провеждане: площад „Свобода“ – град Русе

### 2017
Специален гост: Миленко Матиевич от Steelheart
Участници:
- Scarlet Aura – Румъния
- Alogia – Сърбия
- Gunpowder – Русе
- River Trolls – Силистра
- Born For Vengeance – Русе

Място на провеждане: площад „Свобода“ – град Русе

### 2016
Специален гост: Тим „Рипър“ Оуенс и група „БТР“
Участници:
- Saints'n'Sinners – Истанбул
- The Scroletics – Русе
- Mass Cremation – Варна
- Explicit – Русе
- Егоист – Русе

Място на провеждане: площад „Свобода“ – град Русе

### 2015
Специален гост: група „Назарет“ – Шотландия
- Анекдот – Русе
- PhenomenOn – Букурещ
- Gunpowder – Русе
- Blood Sugar – Силистра
- Explicit – Русе

Място на провеждане: Зала „Булстрад Арена“ – Русе

### 2014
Специален гост: Джо Лин Търнър и група „Кикимора“
Участници:
- Gunpowder – Русе
- Epten – Куманово (Македония)
- Непукист – Тутракан
- Power Enslave – Русе
- Blue Phoenix – Русе

Място на провеждане: площад „Свобода“ – град Русе

### 2013
Специален гост: Джон Лоутън и група NightHeat
Участници:
- Gunpowder – Русе
- PhenomenOn – Букурещ
- LMCM – Бургас
- Анекдот – Русе
- Непукист – Тутракан

Място на провеждане: площад „Свобода“ – град Русе

### 2012
Специален гост: Дими Димитрова и Валди Тотев
Участници:
- Gunpowder – Русе
- PhenomenOn – Букурещ
- End of Pain – Пловдив
- MT Place – Констанца (Румъния)
- Скандал – Силистра

Място на провеждане: Парк на младежта – град Русе

### 2011
Специален гост: Обратен ефект
Участници:
- PhenomenOn – Букурещ
- Kuriri – Сърбия
- Gunpowder – Русе
- Division 1 – Русе
- 5 – 6 Boyz – Русе

Място на провеждане: Парк на младежта – град Русе

### 2010
Специален гост: Милена Славова и нейната група
Участници:
- Gunpowder – Русе
- PhenomenOn – Букурещ
- Бодил – Враца
- Junk Yard – Враца
- Amber – Пазарджик

Място на провеждане: площад „Свобода“ – град Русе

### 2009
Фестивалът е заснет и излъчен от Васко Кръпката и неговия екип в предаването „Карай да върви...това е блус“. Сам Васко Кръпката води фестивала.
Участници:
- Interzis – Букурещ
- Nemo – София
- ALF – Пловдив
- End of Pain – Пловдив
- Oaia Neagra – Букурещ
- Бодил – Враца
- Gunpowder – Русе

Място на провеждане: Голяма зала на доходно здание – град Русе
| Година | Участници | Специален гост                                                                                          | Място на провеждане                          |
| ------ | --- | --- | -------------------------------------------- |
| 2024   | DeatMag, Strykers, Dobermann, DnD, Dilemma, BoiL | SEVI, Джони Джоели и Еридан                                                                             | Площад „Свобода“ – град Русе                 |
| 2023   | Popokatepetl, The Big Deal, Hammerdance, П.И.Ф. | Reaven, Рони Ромеро и Еридан                                                                            | Площад „Свобода“ – град Русе                 |
| 2022   | Fizzy Grapes, Slipstream , Imbecile, Абстракт, Графит, Unity, Distracted | Фактор, Дуги Уайт и Кикимора                                                                            | Площад „Свобода“ – град Русе                 |
| 2021   | Slipstream, Electric Roxy, Гравитация рок, Second To None | Jelusick                                                                                                | Летен театър при „Военен клуб“ – град Русе   |
| 2020   | L.S.D.D., Bendida, Hammer Dance, The Strangers, MIG 21, The Rock, Uninvited, Roadwire, Artificial Comet, Forgot The Ten, Star Crystal | Saint Electrics, Група „Д2“ и Дичо                                                                      | Площад „Свобода“ – град Русе                 |
| 2019   | Dismounted, Казаков бенд, Artificial comet, Пердах, Хаос, 4 Aces, Силует, Трол, Фобос, Слонът на принцесата, Дилема, Explicit, Born For Vengeance, Claymore, Скролетикс, Голата истина, Селект, Ugly Pearls, Фаворит, Old Guns, Groovy Makers, Hammer Dance, Попокатепетъл | Група „Фондацията“ – 75 години Кирил Маричков                                                           | Площад „Свобода“ – град Русе                 |
| 2018   | Everdream – Силистра Insane – Русе Jinxy Von D'ers – Румъния John Jeff Touch – Band – Гърция | Група Bonfire – Германия                                                                                | Площад „Свобода“ – град Русе                 |
| 2017   | Born For Vengeance – Русе River Trolls – Силистра Gunpowder – Русе Alogia – Сърбия Scarlet Aura – Румъния | Миленко Матиевич                                                                                        | Площад „Свобода“ – град Русе                 |
| 2016   | Егоист – Русе Explicit – Русе Mass Cremation – Варна The Scroletics – Русе Saints'n'Sinners – Истанбул | Тим „Рипър“ Оуенс и група „БТР“                                                                         | Площад „Свобода“ – град Русе                 |
| 2015   | Explicit – Русе Blood Sugar – Силистра Gunpowder – Русе PhenomenOn – Букурещ Анекдот – Русе | Група „Назарет“ – Шотландия                                                                             | Зала „Булстрад Арена“ – Русе                 |
| 2014   | Blue Phoenix – Русе Power Enslave – Русе Непукист – Тутракан Epten – Куманово (Македония) Gunpowder – Русе | Джо Лин Търнър и група „Кикимора“                                                                       | Площад „Свобода“ – град Русе                 |
| 2013   | Непукист – Тутракан Анекдот – Русе LMCM – Бургас PhenomenOn – Букурещ Gunpowder – Русе | Джон Лоутън и група NightHeat                                                                           | Площад „Свобода“ – град Русе                 |
| 2012   | Скандал – Силистра MT Place – Констанца (Румъния) End of Pain – Пловдив PhenomenOn – Букурещ Gunpowder – Русе | Валди Тотев и Дими Димитрова                                                                            | Парк на младежта – град Русе                 |
| 2011   | 5 – 6 Boyz – Русе Division 1 – Русе Gunpowder – Русе Kuriri – Сърбия PhenomenOn – Букурещ | Група „Обратен ефект“                                                                                   | Площад „Свобода“ – град Русе                 |
| 2010   | Amber – Пазарджик Junk Yard – Враца Бодил – Враца PhenomenOn – Букурещ Gunpowder – Русе | Милена Славова с нейната група                                                                          | Площад „Свобода“ – град Русе                 |
| 2009   | Gunpowder – Русе Бодил – Враца Oaia Neagra – Букурещ End of Pain – Пловдив ALF – Пловдив Nemo – София Interzis – Букурещ | Васко Кръпката като водещ на предаването „Карай да върви – това е блус“, което засне и излъчи фестивала | Голямата зала на „Доходно здание“ – гр. Русе |